# Volksabstimmungen in der Schweiz 2003
Dieser Artikel bietet eine Übersicht der Volksabstimmungen in der Schweiz im Jahr 2003.
In der Schweiz fanden 2003 auf Bundesebene elf Volksabstimmungen statt, im Rahmen zweier Urnengänge am 9. Februar und 18. Mai. Dabei handelte es sich um ein obligatorisches Referendum, drei fakultative Referenden und sieben Volksinitiativen.

## Abstimmungen am 9. Februar 2003

### Ergebnisse
| Nr. | Vorlage | Art | Stimm- berechtigte | Abgegebene Stimmen | Beteiligung | Gültige Stimmen | Ja        | Nein    | Ja-Anteil | Nein-Anteil | Stände | Ergebnis |
| --- | --- | --- | ------------------ | ------------------ | ----------- | --------------- | --------- | ------- | --------- | ----------- | ------ | -------- |
| 493 | Bundesbeschluss über die Änderung der Volksrechte | OR  | 4'758'285          | 1'365'517          | 28,69 %     | 1'327'643       | 0'934'005 | 393'638 | 70,35 %   | 29,65 %     | –      | ja       |
| 494 | Bundesgesetz über die Anpassung der kantonalen Beiträge für die innerkantonalen stationären Behandlungen nach dem Bundesgesetz über die Krankenversicherung | FR  | 4'758'285          | 1'365'354          | 28,69 %     | 1'329'801       | 1'028'673 | 301'128 | 77,36 %   | 22,64 %     | –      | ja       |

### Änderung der Volksrechte
Um die Totalrevision der Schweizer Bundesverfassung 1999 nicht zu gefährden, war beschlossen worden, die Volksrechte zunächst unverändert zu lassen, obwohl verschiedene Seiten einen Reformbedarf sahen. Aufgrund einer parlamentarischen Initiative der Verfassungskommission des Ständerates aus dem Jahre 1999 legte die Staatspolitische Kommission des Ständerates im Jahre 2001 einen Entwurf vor, mit welchem wenigstens die unbestrittenen Anliegen der ursprünglichen Reform weiterverfolgt werden sollten. Nach den Beratungen von Nationalrat und Ständerat blieben neben kleineren Änderungen zwei wesentliche Neuerungen übrig: Die erste war die Einführung einer allgemeinen Volksinitiative, mit der 100'000 Stimmberechtigte mit einer allgemein formulierten Anregung verlangen können, dass das Parlament auf Verfassungs- oder Gesetzesstufe eine Vorlage ausarbeitet, die ihre Ziele verwirklicht. Zweitens sollte das Staatsvertragsreferendum so ausgeweitet werden, dass nicht mehr wie bisher nur jene Staatsverträge dem fakultativen Referendum unterstehen, die eine multilaterale Rechtsvereinheitlichung enthalten, sondern auch jene, die «wichtige rechtsetzende Bestimmungen enthalten oder deren Umsetzung den Erlass von Bundesgesetzen erfordert». In der sehr flauen Abstimmungskampagne engagierten sich nur die CVP, die FDP und kleine Rechtsaussenparteien für die Vorlage. Sie argumentierten, die Reform stärke die direkte Demokratie und bringe eine bessere Verankerung aussenpolitischer Entscheide. Den linken Gegnern erschien die Ausgestaltung der allgemeinen Volksinitiative zu unattraktiv; die SVP und die LPS wiederum befürchteten, die allgemeine Volksinitiative erlaube künftig die Umgehung des Ständemehrs, indem man eine Anregung auf dem Gesetzesweg umsetze. Bei einer sehr geringen Stimmbeteiligung (der vierttiefsten seit 1848) wurde die Vorlage von mehr als zwei Dritteln der Abstimmenden und von allen Kantonen angenommen.

### Kantonsbeiträge an Spitalbehandlungen
2001 entschied das Eidgenössische Versicherungsgericht, dass die Kantone auch an die obligatorisch versicherten Behandlungen von Zusatzversicherten (nicht nur von Grundversicherten) einen Beitrag leisten müssen, wenn diese Patienten in einem öffentlichen oder subventionierten Spital behandelt werden. Bisher gingen diese Kosten zulasten der Krankenversicherer bzw. der Zusatzversicherten. Dadurch entstand für die Kantone eine Mehrbelastung von 700 Millionen Franken jährlich, was diese nur mit einer Steuererhöhung als verkraftbar betrachteten. Aus diesem Grund baten sie das Parlament, den Kostenschub erträglicher zu gestalten. Daraufhin erarbeitete die Kommission für soziale Sicherheit und Gesundheit des Ständerats auf dem Wege einer parlamentarischen Initiative ein dringliches Bundesgesetz, das eine Übergangslösung bis zur geplanten Neuregelung der Spitalfinanzierung im Krankenversicherungsgesetz bieten sollte. Im Wesentlichen sollte rückwirkend ab Anfang 2002 die Mehrbelastung der Kantone in drei Schritten erfolgen. Gegen den einstimmigen Beschluss des Parlaments ergriff die Krankenkasse Assura erfolgreich das Referendum. Sie forderte, der Entscheid des Versicherungsgerichts sei bereits ab 2002 vollumfänglich anzuwenden. Praktisch alle Parteien, Wirtschaftsdachverbände, Arbeitnehmerorganisationen und Krankenkassen unterstützten den Bundesbeschluss. Eine Ablehnung hätte endlose Rechtsstreitigkeiten und Steuererhöhungen in den Kantonen zur Folge. Mehr als drei Viertel der Abstimmenden nahmen die Vorlage an.

## Abstimmungen am 18. Mai 2003

### Ergebnisse
| Nr. | Vorlage | Art | Stimm- berechtigte | Abgegebene Stimmen | Beteiligung | Gültige Stimmen | Ja        | Nein      | Ja-Anteil | Nein-Anteil | Stände | Ergebnis |
| --- | --- | --- | ------------------ | ------------------ | ----------- | --------------- | --------- | --------- | --------- | ----------- | ------ | -------- |
| 495 | Bundesgesetz über die Armee und die Militärverwaltung (Militärgesetz), Änderung                                                        | FR  | 4'764'888          | 2'361'382          | 49,55 %     | 2'260'029       | 1'718'452 | 0'541'577 | 76,04 %   | 23,96 %     | –      | ja       |
| 496 | Bundesgesetz über den Bevölkerungsschutz und den Zivilschutz (Bevölkerungs- und Zivilschutzgesetz)                                     | FR  | 4'764'888          | 2'358'877          | 49,50 %     | 2'270'837       | 1'829'339 | 0'441'498 | 80,56 %   | 19,44 %     | –      | ja       |
| 497 | Eidgenössische Volksinitiative «Ja zu fairen Mieten»                                                                                   | VI  | 4'764'888          | 2'362'517          | 49,58 %     | 2'289'789       | 0'749'388 | 1'540'401 | 32,73 %   | 67,27 %     | 1:22   | nein     |
| 498 | Eidgenössische Volksinitiative «für einen autofreien Sonntag pro Jahreszeit – ein Versuch für vier Jahre (Sonntags-Initiative)»        | VI  | 4'764'888          | 2'373'187          | 49,80 %     | 2'342'747       | 0'881'953 | 1'460'794 | 37,65 %   | 62,35 %     | 0:23   | nein     |
| 499 | Eidgenössische Volksinitiative «Gesundheit muss bezahlbar bleiben (Gesundheitsinitiative)»                                             | VI  | 4'764'888          | 2'367'157          | 49,67 %     | 2'307'767       | 0'625'073 | 1'682'694 | 27,09 %   | 72,91 %     | 0:23   | nein     |
| 500 | Eidgenössische Volksinitiative «Gleiche Rechte für Behinderte»                                                                         | VI  | 4'764'888          | 2'367'883          | 49,69 %     | 2'310'142       | 0'870'249 | 1'439'893 | 37,67 %   | 62,33 %     | 3:20   | nein     |
| 501 | Eidgenössische Volksinitiative «Strom ohne Atom – Für eine Energiewende und schrittweise Stilllegung der Atomkraftwerke»               | VI  | 4'764'888          | 2'369'102          | 49,71 %     | 2'324'152       | 0'783'586 | 1'540'566 | 33,71 %   | 66,29 %     | ½:22½  | nein     |
| 502 | Eidgenössische Volksinitiative «Moratorium Plus – Für die Verlängerung des Atomkraftwerk-Baustopps und die Begrenzung des Atomrisikos» | VI  | 4'764'888          | 2'363'075          | 49,59 %     | 2'297'297       | 0'955'624 | 1'341'673 | 41,60 %   | 58,40 %     | 1:22   | nein     |
| 503 | Eidgenössische Volksinitiative «für ein ausreichendes Berufsbildungsangebot (Lehrstellen-Initiative)»                                  | VI  | 4'764'888          | 2'361'583          | 49,56 %     | 2'287'256       | 0'722'931 | 1'564'325 | 31,61 %   | 68,39 %     | 0:23   | nein     |

### Armee XXI
Grundlegende Veränderungen der sicherheitspolitischen Lage nach dem Ende des Kalten Kriegs und immer restriktivere finanzielle Auflagen führten zu einer umfassenden Neubeurteilung der Schweizer Armee. 1999 präsentierte der Bundesrat erstmals die Grundzüge der neuen Armee. In der parlamentarischen Beratung widersetzten sich rechte Parteien jeglichen Abbauplänen, während die Linken vergeblich eine Berufsarmee ohne Wehrpflicht forderten. Dennoch nahm das Parlament das neue Konzept Armee XXI deutlich an. Unter anderem vorgesehen waren die Reduzierung des aktiven Bestands von 360'000 auf 120'000 Personen, die Verlängerung der Rekrutenschule und die Einführung des Durchdienens, die Anpassung der Dienstgrade und der Truppengliederung an jene der NATO sowie die Straffung der Logistikbasis. Gegen diesen Beschluss ergriffen mehrere konservative Organisationen erfolgreich das Referendum. Unterstützung erhielten sie von kleinen Rechtsaussenparteien und zwölf Kantonalsektionen der SVP. Die Gegner befürchteten, dass die Armee die Schweiz nicht mehr verteidigen könne und die Neutralität durch die Annäherung an die NATO untergraben werde. Die SP und die Grünen, denen die Reform zu wenig weit ging, empfahlen, leer einzulegen. Die übrigen Parteien sahen in der Reform einen notwendigen Schritt hin zu einer modernen Armee, die auf die aktuellen Bedrohungen ausgerichtet sei und weniger koste. Ausserdem komme die frühere Entlassung aus dem Militärdienst den Bedürfnissen von Wirtschaft und Gesellschaft entgegen. Mehr als drei Viertel der Abstimmenden nahmen die Vorlage an.

### Zivilschutzgesetz
Neben der Reform der Armee war auch eine Neustrukturierung des Zivilschutzes erforderlich. Im Vordergrund standen nicht mehr Bedrohungen durch bewaffnete Konflikte, sondern Gefährdungen im Bereich der natur- und zivilisationsbedingten Katastrophen. Im Oktober 2001 schlug der Bundesrat ein neues Konzept vor, das eine enge Zusammenarbeit von Polizei, Feuerwehr, Gesundheitswesen, technischen Betrieben und Zivilschutz vorsah. Im Gegensatz zur Armee XXI stiess die Neukonzeption des Zivilschutzes in der parlamentarischen Debatte kaum auf Widerstand. Unter dem Eindruck der Terroranschläge am 11. September 2001 ergriffen konservative Gruppierungen das Referendum, erhielten aber nur die Unterstützung kleinerer Rechtsaussenparteien. Sie argumentierten, ein Abbau des personellen Bestandes beim Zivilschutz sei in Zeiten der zunehmenden Bedrohung nicht zu verantworten. Ebenso kritisierten sie die Kürzung der Bundesbeiträge an die Kantone, da dies einen «Zweiklassen-Zivilschutz» zur Folge hätte und finanzschwache Kantone ihre Bevölkerung nicht mehr ausreichend schützen könnten. Während die Linken sich weitgehend auf die gleichzeitig stattfindenden sozialpolitischen Abstimmungen konzentrierten, unterstützten sämtliche bürgerlichen Parteien die Vorlage. Sie betonten neben dem gesellschaftlichen auch den individuellen Nutzen der Reform, die durch die Herabsetzung des Dienstalters den einzelnen Bürger und die Wirtschaft entlaste. Mit der Zustimmung von über vier Fünfteln der Abstimmenden fiel das Ergebnis sehr deutlich zugunsten der Vorlage aus.

### Faire Mieten
Als Reaktion auf verschiedene geplante Liberalisierungen des Mietrechts reichte der Mieterverband im März 1997 eine Volksinitiative ein. Sie verlangte die automatische Anpassung der Mieten an sinkende Hypothekarkosten, wobei als Grundlage der Durchschnittszinssatz der letzten fünf Jahre dienen sollte. Mietzinserhöhungen während des Mietverhältnisses sollten nur noch bei steigenden Kosten, Mehrleistungen und als Teuerungsausgleich möglich sein, jedoch nicht mehr mit dem Verweis auf ungenügende Rendite oder als Anpassung an ortsübliche Mieten. Des Weiteren sollte auch der Kündigungsschutz ausgebaut werden. Sowohl der Bundesrat als auch das Parlament wiesen das Begehren zurück, kündigten aber einen indirekten Gegenvorschlag an, der einen Teil der Forderungen erfüllen würde. Da der daraufhin beschlossene Gegenvorschlag bei den Initianten nicht auf Zustimmung stiess, hielten sie an ihrem Begehren fest. Unterstützung erhielten sie von linken Parteien und den Gewerkschaften. Die Befürworter verwiesen vor allem auf den Missstand bei der Mietanpassung an sich verändernde Hypothekarzinsen, die bei einer Erhöhung überwälzt werden, bei einer Senkung jedoch mehrheitlich nicht. Ausserdem schütze die Initiative die Mieter vor Missbrauch und Spekulation. Die bürgerlichen Gegner befanden, die Initiative enthalte zu starre Vorschriften, dies gefährde ein ausreichendes Angebot und treibe die Mieten nach oben. Über zwei Drittel der Abstimmenden lehnten die Vorlage ab, eine knappe Zustimmung fand sie nur im Kanton Genf.

### Autofreie Sonntage
Das Komitee «Sonntags-Initiative» reichte im Mai 1998 eine Volksinitiative ein, die einen autofreien Sonntag pro Jahreszeit vorsah; davon ausgenommen sollte der öffentliche Verkehr sein. Im vierten Jahr nach dem ersten autofreien Sonntag sollten Volk und Stände über die unbefristete Weiterführung der Regelung abstimmen. Während der Debatte im Ständerat war das Begehren chancenlos, ebenso ein Gegenvorschlag mit zwei autofreien Sonntagen jährlich. Der Nationalrat hingegen wollte einen autofreien Sonntag pro Jahr ermöglichen, scheiterte aber am Widerstand des Ständerates. Auch der Bundesrat empfahl die Initiative zur Ablehnung. Die Initianten und ihre linken Unterstützer wollten der Bevölkerung wieder mehr Raum für «lustvolle» Sonntagsaktivitäten und Bewegung erhalten. Zu diesem Zweck sollten Plätze und Strassen zu Begegnungszonen von Velofahrern, Fussgängern und Skatern werden sowie schwächere Verkehrsteilnehmer die Strassen ohne Unfallgefahr benutzen können, was ein Beitrag zur Volksgesundheit sei und auch Chancen für den Tourismus biete. Die bürgerlichen Parteien, die Autolobby und die Wirtschaftsverbände waren der Ansicht, die Lebensqualität könne nicht durch staatlich verordnete «Erlebnistage» gesteigert werden. Menschen mit keinem oder einem ungenügenden Anschluss an den öffentlichen Verkehr seien stark benachteiligt. Zudem sei eine Abstimmung auf Zeit mit einer vorgesehenen Zweitabstimmung ein Novum, für das noch kein Präzedenzfall existiere. Mehr als drei Fünftel der Abstimmenden und alle Kantone lehnten die Initiative ab, besonders deutlich in ländlichen Regionen.

### Gesundheitsinitiative
Trotz dem Inkrafttreten des neuen Krankenversicherungsgesetzes im Jahr 1996 stiegen die Krankenkassenprämien weiterhin an, weshalb die SP im Juni 1999 eine Volksinitiative einreichte, die ein neues Finanzierungssystem für die obligatorische Krankenversicherung forderte. Diese sollte neu zur Hälfte aus zusätzlichen Mehrwertsteuerprozenten finanziert werden. Ausserdem sollten die Beiträge der Versicherten nicht mehr als Kopfprämien, sondern nach Vermögen und Einkommen abgestuft erhoben werden. Darüber hinaus sollten für eine wirksame Kostendämpfung im Gesundheitswesen verschiedene Kompetenzen von den Kantonen an den Bund übertragen werden (Planung und Steuerung der Spitzenmedizin, Preise für medizinische Leistungen, Tarifierung, Zulassung der Leistungserbringer). Bundesrat und Parlament wiesen die Initiative zurück. Im Abstimmungskampf bildete sich ein ausgeprägter Links-Rechts-Gegensatz. Die Befürworter machten geltend, die Initiative führe zu tieferen Prämien für 80 Prozent der Versicherten und zur Entlastung einer Durchschnittsfamilie um rund 6000 Franken jährlich. Andererseits waren die Gegner davon überzeugt, dass durch die Erhöhung der Mehrwertsteuer lediglich eine Umverteilung erfolge und für Geringverdienende sogar eine Schlechterstellung zu befürchten sei. Schliesslich lehnten fast drei Viertel der Abstimmenden und sämtliche Kantone die Vorlage ab.

### Gleiche Rechte für Behinderte
Im Juni 1999 reichten verschiedene Behindertenorganisationen eine Volksinitiative ein, da ihnen der Beschluss des Parlaments zur Gleichstellung behinderter Menschen in der laufenden Revision der Bundesverfassung zu wenig weit ging. Die Initiative verlangte, dass der Bund auf dem Gesetzesweg für die Gleichstellung von Behinderten sorgen und Massnahmen im Hinblick auf die Beseitigung und den Ausgleich bestehender Benachteiligungen ergreifen müsse (diese Forderung war mit Artikel 8, Absatz 4 der im April 1999 angenommenen Totalrevision bereits erfüllt). Ebenso gefordert wurde ein verfassungsmässig einklagbares Recht, mit dem es möglich sein sollte, die behindertengerechte Ausgestaltung des Zugangs zu öffentlichen Bauten und Einrichtungen zu erzwingen. Sowohl der Bundesrat als auch das Parlament lehnten das Begehren ab. Unterstützung erhielt die Initiative von linken Parteien. Die Befürworter betonten, das Anliegen sei eigentlich eine Selbstverständlichkeit und es würden keine überrissenen Forderungen gestellt. Ausserdem leiste eine bessere Einbindung der Behinderten einen Beitrag zur Entlastung der defizitären Invalidenversicherung. Die Gegner waren der Ansicht, mit dem Gleichstellungsartikel in der Bundesverfassung und dem 2002 verabschiedeten Behindertengleichstellungsgesetz seien die Forderungen im Wesentlichen erfüllt. Die Initiative hingegen lasse Unklarheiten offen, da sie keine Übergangsfristen vorsehe und viele Punkte der Umsetzung von Gerichten entschieden werden müssten. Dies führe zu Rechtsunsicherheit und unabsehbaren Folgekosten. Etwas mehr als drei Fünftel der Abstimmenden lehnten die Vorlage ab; Zustimmung fand sie nur in den Kantonen Genf, Jura und Tessin.

### Strom ohne Atom
Kurz vor dem Auslaufen des im Jahr 1990 angenommenen Kernkraft-Moratoriums reichte der Verein «Strom ohne Atom» im Oktober 1999 mit Unterstützung von 30 Umweltschutzorganisationen, der SP und der Grünen zwei Volksinitiativen ein. Die erste forderte die schrittweise Stilllegung der Kernkraftwerke und somit den endgültigen Ausstieg aus der Kernenergie. So sollten die Kernkraftwerke Beznau und Mühleberg spätestens zwei Jahre nach Annahme der Initiative abgeschaltet werden, die Kernkraftwerke Gösgen und Leibstadt spätestens nach 30 Betriebsjahren (2009 bzw. 2014). Ebenso sollte die Wiederaufarbeitung abgebrannter Kernbrennstoffe eingestellt werden. Als indirekten Gegenvorschlag kündigte der Bundesrat eine Revision des Atomgesetzes an, die zwar die Frage der zulässigen Betriebsdauer offen liess, aber immerhin ein Wiederaufbereitungsverbot und die Mitwirkung der Standortkantone beim Bau neuer Anlagen vorsah. Die linken Parteien und auch die Schweizer Demokraten argumentierten, dass die Kernkraftwerke mit zunehmendem Alter immer unsicherer würden und die hohen Risiken für die Gesellschaft nicht länger tragbar seien. Bei einem Atomausstieg böte sich der Schweiz die Chance, zu einem Pionierland der erneuerbaren Energien zu werden. Die bürgerlichen Parteien und die Wirtschaftsverbände verwiesen auf die grosse Abhängigkeit der Volkswirtschaft von der Kernkraft und bezweifelten, dass diese in so kurzer Zeit ersetzt werden könne. Es mache auch volkswirtschaftlich und ökologisch wenig Sinn, die Kraftwerke stillzulegen oder ihre Betriebsdauer einzuschränken, solange sie einwandfrei funktionieren. Zwei Drittel der Abstimmenden und fast alle Kantone lehnten die Vorlage ab, knapp Ja stimmte nur der Kanton Basel-Stadt.

### MoratoriumPlus
Die von denselben Organisationen eingereichte Initiative «MoratoriumPlus» strebte danach, das noch bis Ende 2000 laufende Moratorium für die Planung und Genehmigung neuer Kernanlagen und Forschungsreaktoren um weitere zehn Jahre zu verlängern. Sollte ein bestehendes Kernkraftwerk länger als 40 Jahre in Betrieb bleiben, dann wäre dafür ein referendumspflichtiger Bundesbeschluss erforderlich, der die Betriebszeit um jeweils höchstens zehn Jahre verlängert. Bundesrat und Parlament lehnten beide Kernkraft-Initiativen mit Verweis auf die bevorstehende Revision des Atomgesetzes ab. Die Befürworter waren der Ansicht, dass mit der Fortführung des Moratoriums genug Zeit gewonnen werden könne, um alternative Energiequellen weiter zu erforschen, zu entwickeln und einzusetzen. Auch Bundesrat Moritz Leuenberger (SP) signalisierte eine gewisse Sympathie für die Vorlage. Die Gegner argumentierten ähnlich wie bei der Initiative «Strom ohne Atom». Sie wiesen darauf hin, dass die bestehenden Kernkraftwerke zwischen 2009 und 2024 ihren Betrieb einstellen müssten, falls das Parlament oder das Volk nach Ablauf des Moratoriums eine Verlängerung der Betriebsbewilligung ablehnen würde. Diese Frist sei jedoch zu kurz, um die Schweizer Energiewirtschaft vollständig CO2-neutral umzustellen, ohne die Versorgungssicherheit zu gefährden. Knapp drei Fünftel der Abstimmenden wollten von einem weiteren Moratorium nichts wissen, einzig die Kantone Basel-Stadt und Basel-Landschaft stimmten Ja.

### Lehrstellen-Initiative
Als Folge der Wirtschaftskrise der 1990er Jahre kam es auch zu einem Lehrstellenmangel. Um diesen Missstand zu beheben, reichten verschiedene Jugendverbände im Oktober 1999 eine Volksinitiative ein. Sie sollte das Recht auf berufliche Grundbildung in der Verfassung verankern und zur Finanzierung neuer Lehrstellen einen Berufsbildungsfonds schaffen, an den alle Arbeitgeber einen Beitrag leisten sollten. Bundesrat und Parlament wiesen das Begehren zurück und stellten ein neues Berufsbildungsgesetz als indirekten Gegenvorschlag in Aussicht. Da es jedoch die zentralen Forderungen der Initianten nicht erfüllte, hielten diese an ihrem Begehren fest. So kam es, dass die Abstimmung bereits nach Inkrafttreten des neuen Gesetzes stattfand. Unterstützung erhielt die Initiative von linken Parteien und vom Schweizerischen Gewerkschaftsbund. Sie würde auch jene Unternehmen in die Pflicht nehmen, die ihre Verantwortung zu wenig ernst nähmen und nur von der Ausbildungsleistung anderer profitieren. Ebenso würden wirtschaftliche Anreize für die Schaffung zusätzlicher Lehrstellen geschaffen. Bei den Gegnern stiess vor allem der Berufsbildungsfonds auf Kritik, da er lediglich unnötigen administrativen Aufwand verursache. Zudem könne sich das System auch kontraproduktiv auswirken, wenn Firmen, die bis anhin freiwillig Lehrstellen angeboten hätten, versucht seien, angesichts der drohenden Verbürokratisierung die Bildungsverantwortung an den Bund abzuschieben. Mehr als zwei Drittel der Abstimmenden und alle Kantone lehnten die Vorlage ab.